# Solar (chanteuse)
Dans ce nom coréen, le nom de famille, Kim, précède le nom personnel.
Pour les articles homonymes, voir Solar.
Kim Yong-sun (coréen: 김용선), née le 21 février 1991 à Gangseo-gu, Séoul, plus connue sous son nom de scène Solar (coréen : 솔라), est une chanteuse sud-coréenne. Elle est la leader et chanteuse du girl group sud-coréen Mamamoo. Elle commence sa carrière solo avec son single Spit It Out.

## Carrière
Solar de son vrai nom Kim Yong Sun est une chanteuse sud-coréenne. Elle est la leader du groupe Mamamoo . Au départ Solar ne voulait pas devenir chanteuse mais hôtesse de l'air. Cependant elle s'est rendu compte que ce métier ne lui convenait pas en commençant ses études à l’âge de 20 ans.
Un jour, elle mangeait avec une amie quand elle vit une offre proposant un cadeau en échange d'une chanson. Elle décida donc de tenter sa chance. C'est ainsi qu'elle fut repérée et recrutée par son agence. Au moment de trouver son nom de scène, elle opta pour Solar, qui veut dire solaire en anglais, or son véritable nom comporte la syllabe Sun.
Solar a fait ses débuts en tant que membre et chanteur de Mamamoo le 18 juin 2014, aux côtés de Moonbyul, Wheein et Hwasa. Le 22 janvier 2021, RBW a confirmé qu'elle avait renouvelé son contrat au sein de l'agence.
Le 29 janvier 2019, Solar ouvre sa chaîne YouTube « Solarsido » (coréen : 솔라시도), qu'elle inaugure le 16 février en postant sa toute première vidéo. Le concept de la chaîne amène Solar à réaliser divers défis, qu'ils soient sportifs, culinaires ou artistiques.

### Début solo
Le 24 avril 2018, elle sort son premier EP solo, Solar's Emotion, qui comprend des reprises précédemment publiées de plusieurs chansons pop coréennes et sa version solo de Star Wind Flower Sun de Mamamoo, qu'elle a elle-même écrite.
Solar sort le single Spit it out le 23 avril 2020, ce qui marque le début officiel de sa carrière de soliste. Le même jour, elle se produit pour la première fois en tant qu'artiste solo dans l'émission M Countdown sur Mnet. Le 28 avril, elle remporte son tout premier prix de spectacle musical en tant qu'artiste solo sur The Show de SBS MTV.

## Discographie solo

### Mini-Albums (EP)
| Titre                                                        | Détails de l'album | Meilleure position dans les classements KOR | Ventes |
| ------------------------------------------------------------ | --- | ------------------------------------------- | ------ |
| Solar Emotion                                                | - Date de sortie : 24 avril 2018 - Label : Rainbow Bridge World - Formats : LP, téléchargement numérique, streaming \| No \| Titre \| Durée \| \| --- \| --------------------------------------------------------- \| ----- \| \| 1. \| 바람이 불어오는 곳 [Where The Wind Rises] \| 03:16 \| \| 2. \| 눈물이 주룩주룩 [Nada Sou Sou] \| 04:10 \| \| 3. \| 한동안 뜸했었지 [It's been a long time] \| 02:32 \| \| 4. \| 별 바람 꽃 태양 [Star Wind Flower Sun] (Solo Ver.) \| 03:42 \| \| 5. \| 바보처럼 살았군요 [Lived Like A Fool] (only LP) \| 03:45 \| \| 6. \| 그리움만 쌓이네 [Only Longing Grows] (only LP) \| 04:05 \| \| 7. \| 꿈에 [In My Dreams] (only LP) \| 03:28 \| \| 8. \| 행복을 주는 사람 (Intro) [Happy People (Intro)] (only LP) \| 00:28 \| \| 9. \| 행복을 주는 사람 [Happy People] (only LP) \| 03:22 \| \| 10. \| 외로운 사람들 [Alone People] (only LP) \| 04:07 \| \| 11. \| 가을편지 [Autumn Letter] (only LP) \| 02:44 \| | __                                          | NC     |
| "__" indique que l'album ne s'est pas classé dans les charts | |                                             |        |
| No                                                           | Titre | Durée                                       |        |
| 1.                                                           | 바람이 불어오는 곳 [Where The Wind Rises] | 03:16                                       |        |
| 2.                                                           | 눈물이 주룩주룩 [Nada Sou Sou] | 04:10                                       |        |
| 3.                                                           | 한동안 뜸했었지 [It's been a long time] | 02:32                                       |        |
| 4.                                                           | 별 바람 꽃 태양 [Star Wind Flower Sun] (Solo Ver.) | 03:42                                       |        |
| 5.                                                           | 바보처럼 살았군요 [Lived Like A Fool] (only LP) | 03:45                                       |        |
| 6.                                                           | 그리움만 쌓이네 [Only Longing Grows] (only LP) | 04:05                                       |        |
| 7.                                                           | 꿈에 [In My Dreams] (only LP) | 03:28                                       |        |
| 8.                                                           | 행복을 주는 사람 (Intro) [Happy People (Intro)] (only LP) | 00:28                                       |        |
| 9.                                                           | 행복을 주는 사람 [Happy People] (only LP) | 03:22                                       |        |
| 10.                                                          | 외로운 사람들 [Alone People] (only LP) | 04:07                                       |        |
| 11.                                                          | 가을편지 [Autumn Letter] (only LP) | 02:44                                       |        |

## Albums Single
| Titre       | Détails de l'album | Meilleure position dans les classements KOR | Ventes      |
| ----------- | --- | ------------------------------------------- | ----------- |
| Spit It Out | - Date de sortie : 23 avril 2020 - Label : Rainbow Bridge World - Formats : CD, téléchargement numérique, streaming \| No \| Titre \| Durée \| \| -- \| -------------------------- \| ----- \| \| 1. \| 뱉어 [Spit it Out] \| \| \| 2. \| 뱉어 [Spit it Out] (Inst.) \| \| | 2                                           | KOR: 84,568 |
| No          | Titre | Durée                                       |             |
| 1.          | 뱉어 [Spit it Out] |                                             |             |
| 2.          | 뱉어 [Spit it Out] (Inst.) |                                             |             |

## Singles

### En tant qu'artiste principale
| Titre                                                                 | Année | Meilleure position dans les classements KOR | Meilleure position dans les classements KOR | Meilleure position dans les classements KOR | Album       |
| Titre                                                                 | Année | KOR                                         | KOR Hot                                     | US World                                    | Album       |
| --------------------------------------------------------------------- | ----- | ------------------------------------------- | ------------------------------------------- | ------------------------------------------- | ----------- |
| "Spit It Out" (뱉어)                                                  | 2020  | 71                                          | 37                                          | 6                                           | Spit It Out |
| "Hello" (Solar solo)                                                  | 2018  | __                                          | __                                          | __                                          | Blue;s      |
| "__" indique que les chansons ne se sont pas classées dans les charts |       |                                             |                                             |                                             |             |

### Collaborations
| Année                                                                 | Album                     | Chanson                     | Durée | Notes                                           | Meilleure position dans les classements KOR | Ventes       |
| --------------------------------------------------------------------- | ------------------------- | --------------------------- | ----- | ----------------------------------------------- | ------------------------------------------- | ------------ |
| 2015                                                                  | Dokkun Project Part 4     | "Coffee and Tea"            | 03:17 | Duo avec Eddy Kim                               | 53                                          | KOR: 65,511+ |
| 2016                                                                  | Two Yoo Project Sugar Man | "Like Yesterday" (어제처럼) | 04:06 | Duo avec Moonbyul                               | 54                                          | KOR: 33,185+ |
| 2016                                                                  | Memory                    | "Angel"                     | 03:32 | Duo avec Wheein                                 | 26                                          | KOR: 80,597+ |
| 2016                                                                  | Fall In, Girl Volume.2    | "Mellow" (꿀이 떨어져)      | 03:17 | Duo avec Hwang Chi-Yeul                         | 48                                          | KOR: 44,110  |
| 2017                                                                  | NC                        | "Honey Bee"                 | 03:21 | Collaboration avec Luna et Hani                 | 38                                          | KOR: 66,910  |
| 2017                                                                  | NC                        | "Charm of Life"             | 03:36 | Collaboration avec Heechul, Shindong et Eunhyuk | __                                          | NC           |
| 2020                                                                  | NC                        | "A Song From The Past"      | 03:56 | Duo avec Kassy                                  | 58                                          | NC           |
| "__" indique que les chansons ne se sont pas classées dans les charts |                           |                             |       |                                                 |                                             |              |

### En featuring
| Artiste                  | Chanson      | Année | Album      |
| ------------------------ | ------------ | ----- | ---------- |
| Yang Da-il (feat Solar)  | "Love Again" | 2016  | Say        |
| Kiggen (feat Solar)      | "Cloudy"     | 2017  | Cloudy     |
| Cosmic Girl (feat Solar) | "Lie ya"     | 2018  | NC         |
| Ravi (feat Solar)        | "Leopard"    | 2019  | Nirvana II |

### Bande-son
| Titre                                                                 | Année | Meilleure position dans les classements KOR | Ventes      | Album                   |
| --------------------------------------------------------------------- | ----- | ------------------------------------------- | ----------- | ----------------------- |
| "Star" (별) (feat Kim Min-Jae)                                        | 2015  | 68                                          | KOR:44,756+ | Twenty Again OST Part.6 |
| "Blue Bird"                                                           | 2020  | __                                          | NC          | Run On OST Part.3       |
| "Adrenaline'                                                          | 2021  | __                                          | NC          | Vincenzo OST Part.3     |
| "__" indique que les chansons ne se sont pas classées dans les charts |       |                                             |             |                         |

## Concerts
- Solar "Emotion Concert Blossom", 2018
  - 27-29 Avril: Séoul, Corée du Sud - Université Ewha
  - 16-17 Juin: Busan, Corée du Sud - Sohyang Theater Shinhan Card Hall

## Comédies musicales
- 2022 / 2025 : Mata Hari : Mata Hari
- 2024 : Notre-Dame de Paris : Esmeralda

## Filmographie

### Emissions télévisées
| Année | Titre                         | Chaîne     | Rôle         | Notes                                                     |
| ----- | ----------------------------- | ---------- | ------------ | --------------------------------------------------------- |
| 2014  | You Hee-Yeol's Sketchbook     | KBS2       | Invitée      | Avec Mamamoo et Bumkey                                    |
| 2015  | You Hee-Yeol's Sketchbook     | KBS2       | Invitée      | Avec Mamamoo                                              |
| 2015  | Weekly Idol (en)              | MBC every1 | Invitée      | Avec Mamamoo                                              |
| 2015  | King of Mask Singer           | MBC        | Participante | Épisodes 21–22 en tant que "Single Hearted Sunflower"     |
| 2016  | Duet Song Festival            | MBC        | Participante | Épisodes 1, 21, 23-24                                     |
| 2016  | We Got Married                | MBC        | Elle-même    | Épisodes 316–34 avec Eric Nam                             |
| 2017  | Battle Trip                   | KBS        | Elle-même    | Épisode 74 avec Moonbyul                                  |
| 2020  | Gamsung Camping               | JTBC       | Elle-même    | Avec Park So-dam, Son Na-eun, Ahn Young-mi et Park Na-Rae |
| 2020  | Boss In The Mirror            | KBS2       | Elle-même    | Membre régulier, épisodes 81-85                           |
| 2021  | The Song We Loved, New Singer | KBS2       | Juge         | [ 22 ]                                                    |

### Séries télévisées
| Année | Titre         | Chaîne      | Notes                                    | Référence |
| ----- | ------------- | ----------- | ---------------------------------------- | --------- |
| 2015  | Imaginary Cat | MBC Every 1 | Épisodes 2 et 5, en tant que Jung Soo-In | [ 23 ]    |
| 2016  | Entourage     | tvN         | Épisode 1, caméo avec Mamamoo            | [ 24 ]    |
| 2022  | Take 1        | Netflix     | Episode 7, avec Mamamoo                  |           |

### En tant que présentatrice
| Année | Évenement                    | Chaîne | Notes                             |
| ----- | ---------------------------- | ------ | --------------------------------- |
| 2017  | 2016 Gaon Chart Music Awards | Mnet   | Avec Leeteuk                      |
| 2017  | KBS Gayo Daechukje           | KBS    | Avec Mingyu, Yerin et Kang Daniel |

## Récompenses et nominations
| Année | Cérémonie                     | Catégorie                           | Résultat   |
| ----- | ----------------------------- | ----------------------------------- | ---------- |
| 2016  | 16th MBC Entertainment Awards | Female Rookie Award in Variety Show | Nomination |
| 2016  | 16th MBC Entertainment Awards | Best Couple (avec Eric Nam)         | Lauréat    |